# Barlay Vali
Barlay Vali (Újpest, 1928. május 11. –) magyar színésznő.

## Életpályája
A Szakszervezeti Filmiskolában Somló István növendéke volt, a Színházművészeti Főiskolát 1948-ban végezte, de már az utolsó évben a Pesti Színházban játszott. 1949 és 1950 között az Ifjúsági Színház, 1950-től a Honvéd Színház,  1954-ig a Magyar Néphadsereg Színházának volt tagja. 1954-től a Vidám Színpad színésznője volt. 1968 és 1983 között a Bartók Gyermekszínház művésze volt. Drámai és vígjátéki szerepeket egyaránt játszott. A Magyar Rádióban, a Hegedüs Géza által szerkesztett: Az olvasás gyönyörűsége című sorozatnak a háziasszonya volt.

## Fontosabb színházi szerepei
- Franz von Schönthan – Paul von Schönthan – Kellér Dezső – Horváth Jenő – Szenes Iván: A szabin nők elrablása... Elvira
- Szigligeti Ede: II. Rákóczi Ferenc fogsága... Hesseni Amália
- Edmond Rostand: Cyrano de Bergerac... Roxane
- Friedrich Schiller: Tell Vilmos... Armqart
- Kállai István – Fényes Szabolcs – G. Dénes György: Majd a papa... Éva
- Marcel Amyé: Őnagysága és a mészáros... fiatal hősnő
- Vaszilij Vasziljevics Skvarkin: Az idegen gyermek... Rája
- Mikszáth Kálmán: Különös házasság... Horváth Piroska
- Gádor Béla – Fényes Szabolcs: Álomlovag...női főszerep
- William Shakespeare: Rómeó és Júlia... Capuletné
- Szabó Magda: Mondják meg Zsófikának.. Hallerné
- Lyman Frank Baum: Óz, a nagy varázsló... Észak-déli nagyboszorkány

## Filmek, tv
- Éjjeli zene (1943)
- Hintónjáró szerelem (1955)
- Májusi fagy (1962)
- Együtt (1971)
- Nász a hegyen (1974)